# Claus Pommer
Claus Pommer (* 6. September 1969 in Hilden) ist ein deutscher Jurist und Politiker (CDU). Seit 2020 ist er Bürgermeister der nordrhein-westfälischen Stadt Hilden.

## Leben und Werdegang
Pommer studierte nach dem Abitur am Helmholtz-Gymnasium Hilden von 1990 bis 1997 Rechtswissenschaften an der Westfälischen Wilhelms-Universität Münster. Nach dem Zweiten Juristischen Staatsexamen arbeitete Pommer ab 1997 als Rechtsanwalt, ehe er 1999 in die Finanzverwaltung der Stadt Köln eintrat. 2003 wechselte er ins Finanzministerium des Landes Nordrhein-Westfalen, wo er unter anderem als Referatsleiter tätig war. 2016 wurde Pommer an der Humboldt-Universität zu Berlin zum Dr. jur. promoviert.
Für die Kommunalwahlen 2020 wurde Pommer von CDU, FDP, Grünen und der Partei Bürgeraktion als gemeinsamer Bürgermeisterkandidat in Hilden aufgestellt. Er setzte sich mit 62,19 % gegen die Amtsinhaberin Birgit Alkenings durch, welche auf 27,6 % der Stimmen kam. Im Neujahrsinterview der Rheinischen Post, Ausgabe Hilden, gibt er Anfang Januar 2024 bekannt, dass er noch einmal kandidieren und sich 2025 zur Wiederwahl stellen möchte. Im Januar 2025 trat er in die CDU ein und wurde offiziell von der CDU als Bürgermeisterkandidat nominiert.
Pommer lebt mit seiner Familie in Hilden.